# GLONASS
GLONASS (em russo: ГЛОНАСС; Глобальная навигационная спутниковая система ; Globalnaya navigatsionnaya sputnikovaya sistema; Sistema de Navegação Global por Satélite) é um sistema de navegação por satélite (GNSS) russo. Atualmente é um dos dois únicos sistemas GNSS completamente operacionais ao lado do sistema estadunidense NAVSTAR GPS.
O sistema tem sido utilizado como uma alternativa ao sistema NAVSTAR/GPS já que este, sendo controlado pelos EUA e não possuindo garantias de operação, pode ser desativado ou ter seu sinal degradado conforme a conveniência do país.

## Histórico

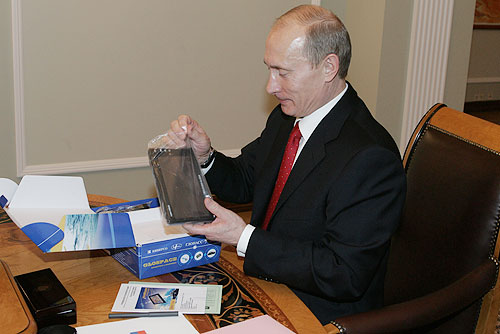
Presidente Vladimir Putin com um dispositivo de navegação veicular baseado em GLONASS.

Assim como o sistema GPS/NAVSTAR, o sistema GLONASS foi desenvolvido inicialmente para fins militares. O sistema foi inicialmente desenvolvido pela extinta União Soviética a partir do ano de 1976. O primeiro satélite foi lançado em 1982, sendo o primeiro teste com quatro satélites realizado em 1984. O número de satélites foi gradualmente aumentado até obter-se uma constelação entre 10-12 satélites que permitiu definir o sistema como operacional (mas não com cobertura global) em  1993. A crise econômica advinda do fim da União Soviética reduziu os investimentos no sistema, que entrou em franca decadência. Na década de 2000, sob a presidência de Vladimir Putin, a restauração do sistema foi feita com grande prioridade do Governo e o financiamento foi aumentado substancialmente. A partir de 2003 uma nova geração de satélites (GLONASS-M) foi lançada e em Outubro de 2011 o sistema tornou-se completamente operacional e, possuindo 24 satélites, passou a possibilitar cobertura global Também em 2011 foi lançado o primeiro satélite da terceira geração de satélites GLONASS, chamada de GLONASS-K, cuja proposta é atualizar completamente o sistema até o ano de 2021.

## Características do sistema
O sistema GLONASS é estruturado em três segmentos: espacial, usuário e controle..
O segmento espacial é composto pela constelação de satélites dispostos distribuídos em três planos orbitais em Média Órbita Terrestre.
O segmento de usuário define todos os receptores na superfície terrestre que permitem rastrear os satélites GLONASS. Considera-se que, para receber um posicionamento adequado, um receptor deve receber o sinal de quatro satélites: três para obter as coordenadas da posição e o quarto para determinar o tempo.
O segmento de controle define as estações terrestres que controlam e monitoram os satélites GLONASS, corrigindo suas órbitas e relógios. O segmento de controle do GLONASS está diretamente subordinada à Força Espacial Russa.
O sistema de tempo no GLONASS é baseado em uma escala atômica, não contínua, orientada ao horário padrão da cidade de Moscou, Rússia. As efemérides são transmitidas no sistema de referência PZ-90. Soluções que demandem a combinação de GLONASS com sistemas como GPS demandam que sejam realizadas transformações pertinentes entre PZ-90 e outros sistemas de referência, tais como o  WGS84 (utilizado pelo GPS).

## Comparação com o sistema NAVSTAR/GPS

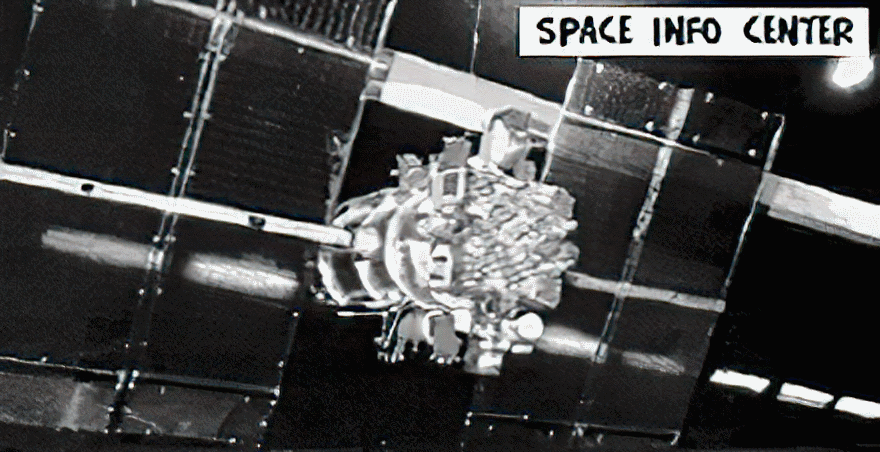
GLONASS - satélite

Diversos estudos científicos foram efetuados pela comunidade internacional para avaliar a eficácia do posicionamento GLONASS em comparação com o posicionamento obtido via GPS. Pelas características dos sistemas, considera-se que o NAVSTAR/GPS possui melhor alcance global do que o GLONASS, ainda que a diferença de precisão do posicionamento para ambos sistemas não seja relevante para a maior parte das necessidades em que não se requeira alto grau de precisão (como posicionamento veicular).
As principais vantagens, no entanto, apresentadas pela literatura englobam principalmente a utilização de posicionamento que combine os sistemas GLONASS e NAVSTAR/GPS com o intuito de melhorar a geometria (PDOP) da recepção dos sinais, aumentar a oferta de satélites que possam ser rastreados e minimizar a possibilidade de bloqueio dos sinais dos satélites em cenários como desfiladeiros urbanos.